# Cynometra hemitomophylla
Cynometra hemitomophylla, nombre común guapinol negro, cativo, es una especie botánica de leguminosas en la familia de las Fabaceae subfamilia Caesalpiniaceae, sólo del Pacífico Central, zona sur y zona norte porque es endémico de Costa Rica.

## Descripción
Puede tener hasta 40 m de altura, y 7 dm de diámetro de tronco. Su madera tiene un valor alto, y se encuentra en peligro de extinción. Tiene hojas bifolioladas, alternas, asimétricas, algunas pueden prescindir de pecíolo y las otras contar con pecíolo en el mismo individuo; pero se debe tener presente que este es pequeño en esta especie.

## Hábitat y distribución
Crece en bosque húmedo siempreverde, entre los 50-350 m s. n. m., con una precipitación de 2500-3500 mm/año. Árbol típico de bosque primario y en ocasiones se encuentra como relicto del bosque original, como en el parque nacional Manuel Antonio, de Costa Rica.

## Taxonomía
El género fue descrito por (Donn.Sm.) Britton & Rose y publicado en North American Flora 23(4): 220. 1930.
Sinonimia
- Copaifera hemitomophylla Donn.Sm.[1]